# Tulln an der Donau

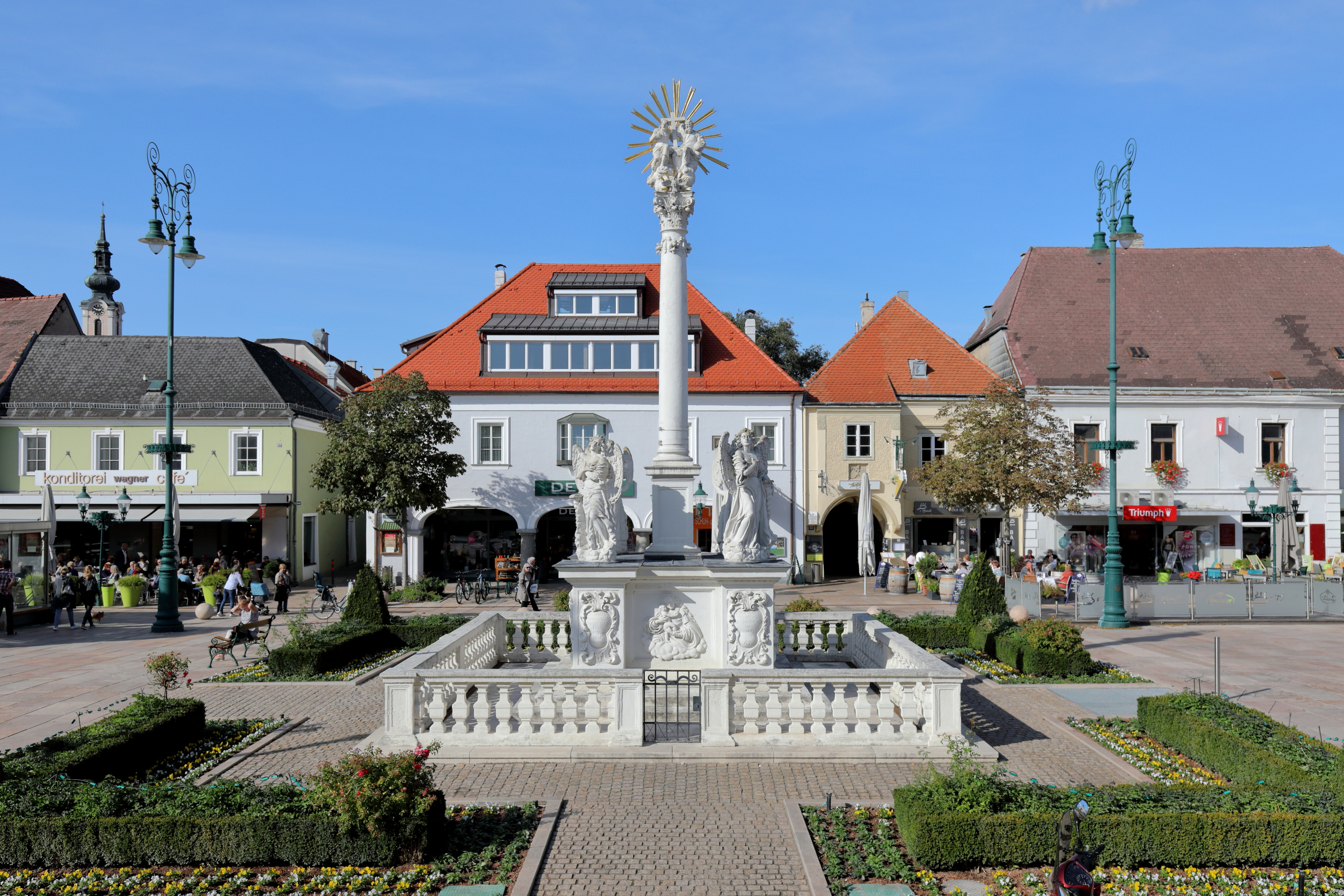
Plaza principal (Hauptplatz)

Tulln an der Donau (también conocida simplemente como Tulln) es una ciudad situada en el distrito de Tulln, en el estado de Baja Austria, Austria. Tiene una población estimada, a inicios de 2024, de 16 949 habitantes.
Debido a la abundancia de parques y jardines que existe en la ciudad, a Tulln se le conoce como Blumenstadt, que significa "ciudad de las flores".

## Historia
Es una de las ciudades más antiguas de Austria, debido a su ubicación a orillas del río Danubio. Los romanos ya vieron esta ubicación como una gran ventaja.
El pueblo ganó importancia con la construcción del fuerte Comagena, en el siglo I. En los últimos tiempos del gobierno romano, San Severino visitó la ciudad y la rescató de los bárbaros.
La localidad fue mencionada en un documento ya en el año 791. Entre los años 985 y 991 se reunieron en el pueblo los nobles del joven condado comercial y dieron origen a Austria. En la ciudad también se celebraron durante siglos las asambleas estatales y judiciales.
Ganó importancia a partir del siglo XI como residencia de la Casa de Babenberg. La ciudad floreció como centro comercial, pero a partir del siglo XIV las invasiones turcas, las inundaciones y la Guerra de los Treinta Años la afectaron severamente. Desde el siglo XV continuó su declive hasta convertirse en un pequeño pueblo agrícola, debido a la reubicación de las rutas comerciales. Recién experimentó un nuevo auge en la década de 1870, con la construcción del ferrocarril Franz Josef y un puente sobre el Danubio.  

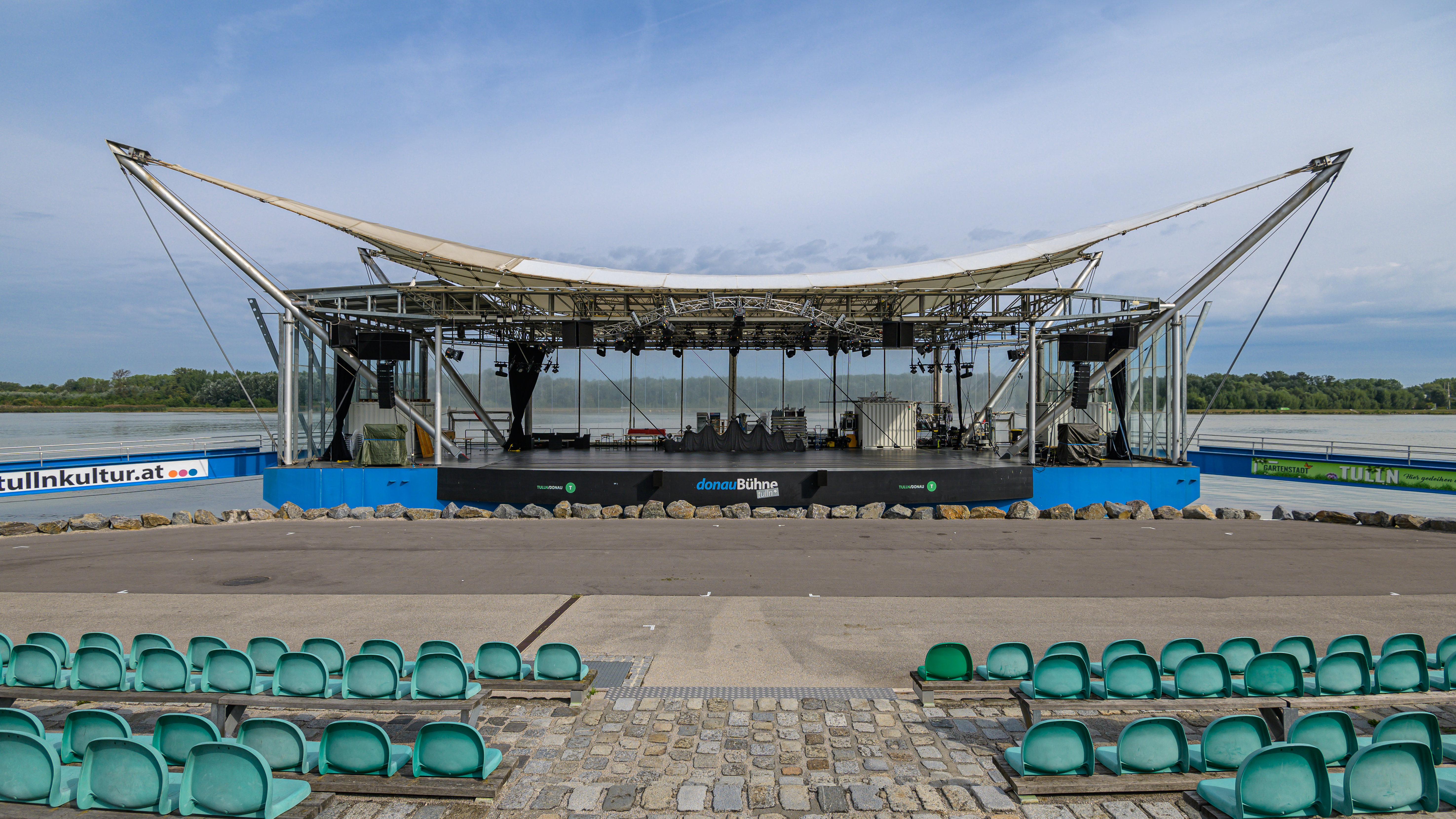
Donaubühne

## Economía
Una importante planta de producción de azúcar, Agrana, se encuentra en la localidad. Varias ferias importantes, incluyendo la Feria de Horticultura, también se llevan a cabo en Tulln. Diversas instituciones de Baja Austria, como el cuerpo de bomberos o el servicio de atención de desastres, se instalaron en la ciudad luego de que solicitara ser tenida en cuenta como posible capital del estado.

## Administración
El ayuntamiento, compuesto por 37 escaños, está dominado por el Partido Popular, que en las elecciones de 2020 consiguió 23 bancas.
La administración de la ciudad ha llevado una amplia reforma del tráfico urbano, sustituyendo los semáforos por rotondas para mejorar la seguridad vial. En 2016 la ciudad tenía 27 rotondas.

## Lugares de interés
- La Fuente de los Niebelungos es un monumento a uno de los lugares históricos del Cantar de los Nibelungos. Representa la escena en la que Atila ofrece una recepción nucial a Krimilda, reina de Borgoña. Hoy se considera un símbolo del encuentro cultural entre Occidente y Oriente.[6]

- Aubad es un lago muy conocido en Tulln. Recibe a muchos visitantes y turistas durante la primavera y el verano.
- Minoritenkloster, convento